# U.S. Open Cup 1998
La U.S. Open Cup 1998 è stata la ottantacinquesima edizione della coppa nazionale statunitense. È iniziata nel giugno 1998 e si è conclusa il 30 ottobre dello stesso anno.
Il torneo è stato vinto per la prima volta dal Chicago Fire avendo battuto in finale il Columbus Crew per 2-1.

## Date
| Turno            | Data                          |
| ---------------- | ----------------------------- |
| Primo turno      | 5-8-9-10-11-16-20 giugno 1998 |
| Secondo turno    | 23-30 giugno 1998             |
| Terzo turno      | 10-15 luglio 1998             |
| Quarti di finale | 22 luglio 1998                |
| Semifinali       | 4 agosto 1998                 |
| Finale           | 30 ottobre 1998               |

## Terzo Turno
| Squadra 1        | Risultato       | Squadra 2            |
| ---------------- | --------------- | -------------------- |
| Chicago Stingers | 1 - 3           | Chicago Fire         |
| El Paso Patriots | 0 - 2           | San Jose Clash       |
| Dallas Burn      | 4 - 0           | Orange County Zodiac |
| Nashville Metros | 3 - 2           | K.C. Wizards         |
| Miami Fusion     | 3 - 0           | Orlando Nighthawks   |
| Rochester Rhinos | 1 - 2 (dts)     | Columbus Crew        |
| MetroStars       | 1 - 0 (dts)     | Hampton R.M.         |
| Tampa Bay Mutiny | 2 - 2 (5-4 dtr) | Worcester Wildfire   |

## Quarti di finale
| Squadra 1     | Risultato       | Squadra 2        |
| ------------- | --------------- | ---------------- |
| Chicago Fire  | 1 - 1 (3-2 dtr) | San Jose Clash   |
| Dallas Burn   | 5 - 1           | Nashville Metros |
| Columbus Crew | 3 - 0           | Miami Fusion     |
| MetroStars    | 4 - 0           | Tampa Bay Mutiny |

## Semifinali
| Squadra 1     | Risultato | Squadra 2   |
| ------------- | --------- | ----------- |
| Chicago Fire  | 3 - 2     | Dallas Burn |
| Columbus Crew | 1 - 0     | MetroStars  |

## Finale
| Arbitro: | Arturo Angeles |

|                                 |           |          |
| Podbrożny 45’ (rig.) Klopas 99’ | Marcatori | 53’ John |